# 弦楽四重奏曲第6番 (ドヴォルザーク)
弦楽四重奏曲第6番 イ短調（B.40）は、アントニン・ドヴォルザークが作曲した弦楽四重奏曲。作曲は1873年11月から翌月にかけて進められ、曲は12月5日に完成された。彼は後に作品の改訂に着手するが、その際には作業は完了に至らなかった。後年、ヤルミル・ブルクハウザーが最小限の加筆により再構成を行い、1977年3月と4月にプラハ弦楽四重奏団がドイツ・グラモフォンへ最初の録音を行った。

## 概要
本作は初期稿においては続けて演奏される単一楽章の作品であった。おそらく1874年に着手されたとみられる改定にあたり、ドヴォルザークは曲を伝統的な4楽章の形へと分割し、アンダンテ・アッパショナート（B.40a）の部分を完全に削除した。しかし、彼はこの改定を完了させることが出来なかった。1977年の初録音に際し、ヤルミル・ブルクハウザーは一部のパッセージが欠落していることに気付いたが、曲中の別の箇所から類似した部分を流用して補うことが出来た。この過程は当該CDのブックレットに詳述されており、本項でも以下に要約してある。公開初演は1990年10月9日に、プラハでコチアン四重奏団の演奏により行われた。

## 楽曲構成
1. Allegro ma non troppo 4/4拍子 イ短調 - ニ長調 - イ長調
2. Poco allegro — Trio 6/8拍子 ヘ長調 - 変ロ長調 （トリオ部の終わりにはScherzo D.C.と書かれているが、本楽章はスケルツォではない）
3. Poco adagio 2/4拍子 ホ長調 - ハ長調 - 1小節のみ3/4拍子 - ホ長調 2/4拍子
4. Finale. Allegro molto 2/4拍子 イ長調 - 変ト長調 - イ長調

曲を完成させるためブルクハウザーが行った加筆は以下の通り。
- 第1楽章：再現部がなかったため、提示部を流用
- 第2楽章：第1の部分の前半部に初版（破棄された版）を流用
- 第4楽章：提示部の一部を再現部から流用、また展開部から再現部までの推移に「数小節のみ（中略）自由に加筆した」

演奏時間は約32分。
曲は1983年にドヴォルザーク作品の完全クリティカル・エディションの一部として出版された。